# 埃里克·卡尔贝里
埃里克·卡尔贝里（瑞典語：Eric Carlberg，1880年4月5日—1963年8月14日），瑞典男子击剑、现代五项、射击运动员。他曾代表瑞典参加1908年、1912年和1924年夏季奥林匹克运动会，共获得二枚金牌和三枚银牌。